# Júlio Marato
Júlio Marato (em latim: Julius Marathus) foi um liberto e confidente do imperador Augusto (r. 27 a.C.–14 d.C.) que escreveu um registro sobre a vida de seu mestre. Provavelmente seu sobrenome "Marato" advém de Maratos, uma localidade próxima de Arados, na Fenícia.